# Olympische Sommerspiele 2016/Kanu – Zweier-Kajak 200 m (Männer)
Der Kanuwettbewerb im Zweier-Kajak 200 Meter der Männer (Kurzbezeichnung: K2 200) bei den Olympischen Spielen 2016 in Rio de Janeiro wurde vom 17. bis 18. August 2016 in der Lagoa Rodrigo de Freitas ausgetragen. 26 Athleten aus 13 Nationen nahmen an dem Wettkampf teil.
Zunächst wurden dabei zwei Vorläufe ausgetragen, bei denen sich die jeweiligen Gewinner direkt für das A-Finale qualifizierte. Die übrigen Kanuten erhielten eine weitere Chance im Halbfinale, in dem sich aus beiden Läufen die ersten drei Boote für das A-Finale qualifizierten, während die übrigen Boote im B-Finale an den Start gingen, wo um die Positionen neun bis dreizehn gefahren wurde.
Obwohl der Wettbewerb erst zu den Olympischen Spielen 2012 in London ins Programm aufgenommen wurde, fand er im folgenden Programm in Tokio bei den Spielen 2020 keine Berücksichtigung mehr.

## Titelträger
| Olympiasieger | Juri Postrigai / Alexander Djatschenko | London 2012  |
| Weltmeister   | Sándor Tótka / Péter Molnár            | Mailand 2015 |

## Zeitplan
- Vorläufe: 17. August 2016, 8:51 Uhr (Ortszeit)
- Halbfinale: 17. August 2016, 10:10 Uhr (Ortszeit)
- Finale: 18. August 2016, 9:47 Uhr (Ortszeit)

## Vorläufe

### Lauf 1
| Platz | Kanuten                                | Nation         | Zeit     | Bemerkung  |
| ----- | -------------------------------------- | -------------- | -------- | ---------- |
| 1     | Saúl Craviotto / Cristian Toro         | Spanien        | 31,161 s | A-Finale   |
| 2     | Sándor Tótka / Péter Molnár            | Ungarn         | 31,438 s | Halbfinale |
| 3     | Liam Heath / Jon Schofield             | Großbritannien | 31,534 s | Halbfinale |
| 4     | Ronald Rauhe / Tom Liebscher           | Deutschland    | 31,572 s | Halbfinale |
| 5     | Sergei Tokarnizki / Andrei Jergutschow | Kasachstan     | 33,807 s | Halbfinale |
| 6     | Choi Min-kyu / Cho Gwang-hee           | Südkorea       | 33,825 s | Halbfinale |
| 7     | Alberto Ricchetti / Mauro Crenna       | Italien        | 34,000 s | Halbfinale |

### Lauf 2
| Platz | Kanuten                              | Nation     | Zeit     | Bemerkung  |
| ----- | ------------------------------------ | ---------- | -------- | ---------- |
| 1     | Aurimas Lankas / Edvinas Ramanauskas | Litauen    | 31,755 s | A-Finale   |
| 2     | Nebojša Grujić / Marko Novaković     | Serbien    | 31,776 s | Halbfinale |
| 3     | Sébastien Jouve / Maxime Beaumont    | Frankreich | 31,855 s | Halbfinale |
| 4     | Ryan Cochrane / Hugues Fournel       | Kanada     | 32,749 s | Halbfinale |
| 5     | Edson Silva / Gilvan Ribeiro         | Brasilien  | 33,021 s | Halbfinale |
| 6     | Daniel Bowker / Jordan Wood          | Australien | 34,246 s | Halbfinale |

## Halbfinale

### Lauf 1
| Platz | Kanute                           | Nation         | Zeit     | Bemerkung |
| ----- | -------------------------------- | -------------- | -------- | --------- |
| 1     | Liam Heath / Jon Schofield       | Großbritannien | 31,899 s | A-Finale  |
| 2     | Ronald Rauhe / Tom Liebscher     | Deutschland    | 32,061 s | A-Finale  |
| 3     | Nebojša Grujić / Marko Novaković | Serbien        | 32,513 s | A-Finale  |
| 4     | Edson Silva / Gilvan Ribeiro     | Brasilien      | 33,359 s | B-Finale  |
| 5     | Alberto Ricchetti / Mauro Crenna | Italien        | 34,318 s | B-Finale  |
| 6     | Daniel Bowker / Jordan Wood      | Australien     | 34.845 s | B-Finale  |

### Lauf 2
| Platz | Kanute                                 | Nation     | Zeit     | Bemerkung |
| ----- | -------------------------------------- | ---------- | -------- | --------- |
| 1     | Sándor Tótka / Péter Molnár            | Ungarn     | 32,138 s | A-Finale  |
| 2     | Sébastien Jouve / Maxime Beaumont      | Frankreich | 32,526 s | A-Finale  |
| 3     | Ryan Cochrane / Hugues Fournel         | Kanada     | 33,494 s | A-Finale  |
| 4     | Choi Min-kyu / Cho Gwang-hee           | Südkorea   | 33,767 s | B-Finale  |
| 5     | Sergei Tokarnizki / Andrei Jergutschow | Kasachstan | 35,151 s | B-Finale  |

## Finale

### B-Finale
Anmerkung: Gefahren wurde hier um die Platz neun bis sechzehn, das heißt, die Sieger des B-Finales aus Südkorea wurden insgesamt Neunter usw.
| Platz | Kanute                                 | Nation     | Zeit     |
| ----- | -------------------------------------- | ---------- | -------- |
| 1     | Choi Min-kyu / Cho Gwang-hee           | Südkorea   | 33,812 s |
| 2     | Edson Silva / Gilvan Ribeiro           | Brasilien  | 33,992 s |
| 3     | Daniel Bowker / Jordan Wood            | Australien | 35,334 s |
| 4     | Sergei Tokarnizki / Andrei Jergutschow | Kasachstan | 35,427 s |
| 5     | Alberto Ricchetti / Mauro Crenna       | Italien    | 35,516 s |

### A-Finale
| Platz | Kanute                               | Nation         | Zeit     |
| ----- | ------------------------------------ | -------------- | -------- |
| 1     | Saúl Craviotto / Cristian Toro       | Spanien        | 32,075 s |
| 2     | Liam Heath / Jon Schofield           | Großbritannien | 32,368 s |
| 3     | Aurimas Lankas / Edvinas Ramanauskas | Litauen        | 32,382 s |
| 4     | Sándor Tótka / Péter Molnár          | Ungarn         | 32,412 s |
| 5     | Ronald Rauhe / Tom Liebscher         | Deutschland    | 32,488 s |
| 6     | Nebojša Grujić / Marko Novaković     | Serbien        | 32,656 s |
| 7     | Sébastien Jouve / Maxime Beaumont    | Frankreich     | 32,699 s |
| 8     | Ryan Cochrane / Hugues Fournel       | Kanada         | 33,767 s |